# Avalon (álbum de Roxy Music)
Avalon es el octavo álbum de estudio de la banda de rock inglesa Roxy Music, publicado en 1982 y grabado entre 1981 y 1982 en Nassau, Bahamas. El álbum alcanzó el número 1 en las listas de éxitos del Reino Unido durante tres semanas y permaneció en dichas listas durante un año. Vendió más de un millón de copias en los Estados Unidos, ayudado por la popularidad del sencillo "More Than This".

## Lista de canciones
Todas fueron escritas por Bryan Ferry, excepto donde se indique.

### Cara Uno
1. "More Than This" - 4:30
2. "The Space Between" - 4:30
3. "Avalon" - 4:16
4. "India" - 1:44
5. "While My Heart Is Still Beating" (Ferry-Andy Mackay) - 3:26

### Cara Dos
1. "The Main Thing" - 3:54
2. "Take a Chance with Me" (Ferry-Phil Manzanera) - 4:42
3. "To Turn You On" - 4:16
4. "True to Life" - 4:25
5. "Tara" (Ferry-Mackay) - 1:43

## Sencillos
- "More Than This" / "India" (marzo de 1982) (#6 UK, #6 AUS, #2 NOR, #6 SUI, #8 FRA, #17 SUE, #24 ALE, #24 HOL, #32 ITA)
- "Avalon" / "Always Unknowing" (junio de 1982) (#13 UK, #22 AUS)
- "Take a Chance With Me" / "The Main Thing (Remix)" (septiembre de 1982) (#26 UK)

## Créditos
- Bryan Ferry – voz, teclados
- Andy Mackay – saxo
- Phil Manzanera – guitarra